# Möllern
Möllern este o comună din landul Saxonia-Anhalt, Germania.